# Jean Gaire
Jean Gaire est un missionnaire français qui a émigré au Canada en 1888, où il a fondé une douzaine de paroisses. Il est décédé le 4 juillet 1925 à Wauchope, Saskatchewan.

## Biographie
Né le 16 novembre 1853 à Lalaye dans le Val de Villé (Bas-Rhin, France), il fait ses études au petit séminaire de Strasbourg puis au grand séminaire de Nancy. Il est ordonné prêtre le 17 juillet 1878 à 25 ans.Il est nommé vicaire de 1878 à 1880 à Frouard dans la banlieue de Nancy puis curé à Loisy et Bezaumont. Il lit le guide du colon français au Canada. En 1888 Jean Gaire quitte la France par le Havre et part au Canada où il fonde une douzaine de paroisses dont la Grande Clairière. De nombreux Alsaciens viennent le rejoindre dont des habitants du Val de Villé. Parmi ces habitants on trouve une famille Mathis d'Urbeis. En 1920 il est nommé prélat de Sa Sainteté par le pape Benoît XV. Jean Gaire décède à plus de 70 ans le 4 juillet 1925 dans son presbytère à Wauchope, paroisse qu'il avait fondée en 1902.

## Publications
- Dix années de mission au Grand Nord-Ouest canadien, Lille, Imprimerie de l'orphelinat de Dom Bosco, 1898, 216 p.
- Vingt-cinq années au service de l'Église dans l'ouest canadien.
- La question des écoles catholiques et françaises du Manitoba (Canada) : appel à la France et à la Belgique, Lille, Imprimerie de l'orphelinat de Dom Bosco, 1897, 28 p.

Il donne soixante-quinze conférences en France en 1903-1904 qui sont publiées à Bordeaux en 1904 (Le Canada : conférence de l'abbé Gaire sous les auspices de la Société de Géographie commerciale de Bordeaux, imprimerie G. Gounouilhou, 7 p.) et en 1906 sous le titre : Conférences de M. l'abbé Gaire missionnaire français au Canada.

## Postérité
Un monument est érigé au Canada en sa mémoire en 1965. Un lac de la province de la Saskatchewan porte son nom.